# Liste der nationalen Rotkreuz- und Rothalbmond-Gesellschaften

Mitglieder der IFRC:
Rotkreuz-Gesellschaft
Rothalbmond-Gesellschaft
Magen David Adom (international mit Rotem Kristall)
Nichtmitglieder der IFRC:
Rotkreuz-Gesellschaft
Rothalbmond-Gesellschaft

Die Liste der nationalen Rotkreuz- und Rothalbmond-Gesellschaften ist nach Kontinenten untergliedert.

## Europa
| Nationale Gesellschaft                  | Aktionsraum                | Gründung           | Wikidata                                           | Bemerkung                                                         |
| --------------------------------------- | -------------------------- | ------------------ | -------------------------------------------------- | ----------------------------------------------------------------- |
| Albanisches Rotes Kreuz                 | Albanien                   | 4. Oktober 1921    | Albanisches Rotes Kreuz (Q3338590)                 |                                                                   |
| Andorranisches Rotes Kreuz              | Andorra                    | 20. Dezember 1980  | Andorranisches Rotes Kreuz (Q3697999)              |                                                                   |
| Armenisches Rotes Kreuz                 | Armenien                   | 19. März 1920      | Armenisches Rotes Kreuz (Q4793221)                 |                                                                   |
| Belgisches Rotes Kreuz                  | Belgien                    | 4. Februar 1864    | Belgisches Rotes Kreuz (Q2537361)                  |                                                                   |
| Rotes Kreuz von Bosnien und Herzegowina | Bosnien und Herzegowina    | 7. November 2001   | Rotes Kreuz von Bosnien und Herzegowina (Q7303962) |                                                                   |
| Britisches Rotes Kreuz                  | Vereinigtes Königreich     | 4. August 1870     | Britisches Rotes Kreuz (Q4970966)                  |                                                                   |
| Bulgarisches Rotes Kreuz                | Bulgarien                  | 13. Januar 1885    | Bulgarisches Rotes Kreuz (Q4996223)                |                                                                   |
| Dänisches Rotes Kreuz                   | Königreich Dänemark        | 27. April 1875     | Dänisches Rotes Kreuz (Q12307527)                  |                                                                   |
| Deutsches Rotes Kreuz                   | Deutschland                | 25. Januar 1921    | Deutsches Rotes Kreuz (Q694104)                    |                                                                   |
| Estnisches Rotes Kreuz                  | Estland                    | 24. Februar 1919   | Estnisches Rotes Kreuz (Q1370399)                  |                                                                   |
| Finnisches Rotes Kreuz                  | Finnland                   | 7. Mai 1877        | Finnisches Rotes Kreuz (Q409603)                   |                                                                   |
| Französisches Rotes Kreuz               | Frankreich                 | 25. Mai 1864       | Französisches Rotes Kreuz (Q3003244)               |                                                                   |
| Georgisches Rotes Kreuz                 | Georgien                   | 8. September 1918  | Georgisches Rotes Kreuz (Q12869049)                |                                                                   |
| Griechisches Rotes Kreuz                | Griechenland               | 22. Juni 1877      | Griechisches Rotes Kreuz (Q3561959)                | [ 1 ] [ 2 ]                                                       |
| Irisches Rotes Kreuz                    | Irland                     | 6. Juli 1939       | Irisches Rotes Kreuz (Q11282482)                   |                                                                   |
| Isländisches Rotes Kreuz                | Island                     | 10. Dezember 1924  | Isländisches Rotes Kreuz (Q5985772)                |                                                                   |
| Italienisches Rotes Kreuz               | Italien                    | 15. Juni 1864      | Italienisches Rotes Kreuz (Q913903)                |                                                                   |
| Kroatisches Rotes Kreuz                 | Kroatien                   | 10. Oktober 1991   | Kroatisches Rotes Kreuz (Q5187150)                 |                                                                   |
| Lettisches Rotes Kreuz                  | Lettland                   | 20. November 1918  | Lettisches Rotes Kreuz (Q4254881)                  |                                                                   |
| Liechtensteinisches Rotes Kreuz         | Liechtenstein              | 30. April 1945     | Liechtensteinisches Rotes Kreuz (Q15825832)        |                                                                   |
| Litauisches Rotes Kreuz                 | Litauen                    | 12. Januar 1919    | Litauisches Rotes Kreuz (Q6648412)                 |                                                                   |
| Luxemburger Rotes Kreuz                 | Luxemburg                  | 8. August 1914     | Luxemburger Rotes Kreuz (Q13102234)                |                                                                   |
| Maltesisches Rotes Kreuz                | Malta                      | 30. April 1945     | Maltesisches Rotes Kreuz (Q104779057)              |                                                                   |
| Moldauisches Rotes Kreuz                | Moldau                     | 21. Februar 1910   | Moldauisches Rotes Kreuz (Q104830097)              |                                                                   |
| Monegassisches Rotes Kreuz              | Monaco                     | 3. März 1948       | Monegassisches Rotes Kreuz (Q3003245)              |                                                                   |
| Montenegrinisches Rotes Kreuz           | Montenegro                 | 29. November 1875  | Montenegrinisches Rotes Kreuz (Q20438301)          |                                                                   |
| Niederländisches Rotes Kreuz            | Königreich der Niederlande | 19. Juli 1867      | Niederländisches Rotes Kreuz (Q16238073)           |                                                                   |
| Nordmazedonisches Rotes Kreuz           | Nordmazedonien             | 17. März 1945      | Nordmazedonisches Rotes Kreuz (Q12911609)          |                                                                   |
| Norwegisches Rotes Kreuz                | Norwegen                   | 22. September 1865 | Norwegisches Rotes Kreuz (Q927391)                 |                                                                   |
| Österreichisches Rotes Kreuz            | Österreich                 | 17. Mai 1867       | Österreichisches Rotes Kreuz (Q168276)             |                                                                   |
| Polnisches Rotes Kreuz                  | Polen                      | 18. Januar 1919    | Polnisches Rotes Kreuz (Q6127600)                  |                                                                   |
| Portugiesisches Rotes Kreuz             | Portugal                   | 11. Februar 1865   | Portugiesisches Rotes Kreuz (Q2105452)             |                                                                   |
| Rumänisches Rotes Kreuz                 | Rumänien                   | 11. Juli 1876      | Rumänisches Rotes Kreuz (Q7362571)                 |                                                                   |
| Russisches Rotes Kreuz                  | Russland                   | 3. Mai 1867        | Russisches Rotes Kreuz (Q4398040)                  |                                                                   |
| San-marinesisches Rotes Kreuz           | San Marino                 | 8. Oktober 1949    | San-marinesisches Rotes Kreuz (Q3697998)           |                                                                   |
| Schwedisches Rotes Kreuz                | Schweden                   | 25. Mai 1865       | Schwedisches Rotes Kreuz (Q18333444)               |                                                                   |
| Schweizerisches Rotes Kreuz             | Schweiz                    | 17. Juli 1866      | Schweizerisches Rotes Kreuz (Q456988)              |                                                                   |
| Serbisches Rotes Kreuz                  | Serbien                    | 25. Januar 1876    | Serbisches Rotes Kreuz (Q20011251)                 |                                                                   |
| Slowakisches Rotes Kreuz                | Slowakei                   | 8. Dezember 1992   | Slowakisches Rotes Kreuz (Q13539192)               |                                                                   |
| Slowenisches Rotes Kreuz                | Slowenien                  | 8. Juni 1944       | Slowenisches Rotes Kreuz (Q12800001)               |                                                                   |
| Spanisches Rotes Kreuz                  | Spanien                    | 2. März 1864       | Spanisches Rotes Kreuz (Q5792382)                  |                                                                   |
| Tschechisches Rotes Kreuz               | Tschechien                 | 5. Juni 1993       | Tschechisches Rotes Kreuz (Q4515418)               |                                                                   |
| Ukrainisches Rotes Kreuz                | Ukraine                    | 18. April 1918     | Ukrainisches Rotes Kreuz (Q9364596)                |                                                                   |
| Ungarisches Rotes Kreuz                 | Ungarn                     | 16. Mai 1881       | Ungarisches Rotes Kreuz (Q1162298)                 |                                                                   |
| Belarussisches Rotes Kreuz              | Belarus                    | 26. März 1992      | Weißrussisches Rotes Kreuz (Q6468414)              | Die IFRC Mitgliedschaft ist seit dem 1. Dezember 2023 ausgesetzt. |
| Zypriotisches Rotes Kreuz               | Zypern                     | 1. November 1969   | Zypriotisches Rotes Kreuz (Q3698036)               |                                                                   |

## Afrika

### Nordafrika
- Ägyptische Rothalbmondgesellschaft
- Algerisches Roter Halbmond
- Äthiopische Rotkreuzgesellschaft
- Rothalbmondgesellschaft von Dschibuti
- Eritreische Rotkreuzgesellschaft (Beobachterstatus)
- Libyscher Roter Halbmond
- Marokkanischer Roter Halbmond
- Mauretanischer Roter Halbmond
- Roter Halbmond der Demokratischen Arabischen Republik Sahara (Beobachterstatus)
- Sudanesischer Roter Halbmond
- Tunesischer Roter Halbmond

### Afrika südlich der Sahara
- Angolanisches Rotes Kreuz
- Äquatorialguineisches Rotes Kreuz
- Beninisches Rotes Kreuz
- Botswanische Rotkreuzgesellschaft
- Burkinische Rotkreuzgesellschaft
- Rotkreuzgesellschaft der Elfenbeinküste
- Gabunisches Rotes Kreuz
- Gambisches Rotes Kreuz
- Ghanaisches Rotes Kreuz
- Guineische Rotkreuzgesellschaft
- Rotkreuzgesellschaft von Guinea-Bissau
- Kameruner Rotkreuzgesellschaft
- Kapverdisches Rotes Kreuz
- Kenianische Rotkreuzgesellschaft
- Komorischer Roter Halbmond
- Rotes Kreuz der Demokratischen Republik Kongo
- Kongolesisches Rotes Kreuz
- Lesothische Rotkreuzgesellschaft
- Liberianische Rotkreuzgesellschaft
- Madagassische Rotkreuzgesellschaft
- Malawische Rotkreuzgesellschaft
- Malisches Rotes Kreuz
- Mauritische Rotkreuzgesellschaft
- Mosambikanische Rotkreuzgesellschaft
- Namibisches Rotes Kreuz
- Nigrisches Rotes Kreuz
- Nigerianische Rotkreuzgesellschaft
- Ruandisches Rotes Kreuz
- Sambische Rotkreuzgesellschaft
- São-toméisches Rotes Kreuz
- Senegalesische Rotkreuzgesellschaft
- Rotkreuzgesellschaft der Seychellen
- Sierra-leonisches Rotes Kreuz
- Simbabwische Rotkreuzgesellschaft
- Somalische Rothalbmondgesellschaft
- Südafrikanische Rotkreuzgesellschaft
- Rotkreuzgesellschaft von Eswatini
- Tansanische Nationale Rotkreuzgesellschaft
- Togoisches Rotes Kreuz
- Tschadisches Rotes Kreuz
- Ugandisches Rotes Kreuz
- Zentralafrikanische Rotkreuzgesellschaft

## Amerika

### Nord- und Mittelamerika
- Amerikanisches Rotes Kreuz
- Rotkreuzgesellschaft von Antigua und Barbuda
- Bahamaische Rotkreuzgesellschaft
- Rotkreuzgesellschaft von Barbados
- Belizische Rotkreuzgesellschaft
- Cost-Ricanisches Rotes Kreuz
- Rotkreuzgesellschaft von Dominica
- Dominikanisches Rotes Kreuz
- Salvadorianisches Rotes Kreuz
- Grenadinische Rotkreuzgesellschaft
- Guatemaltekisches Rotes Kreuz
- Haitianische Rotkreuzgesellschaft
- Honduranisches Rotes Kreuz
- Jamaikanisches Rotes Kreuz
- Rotes Kreuz der Britischen Jungferninseln
- Kanadische Rotkreuzgesellschaft
- Kubanisches Rotes Kreuz
- Mexikanisches Rotes Kreuz
- Nicaraguanisches Rotes Kreuz (aufgelöst am 9. Mai 2023)[4]
- Rotkreuzgesellschaft von Panama
- Rotkreuzgesellschaft von St. Kitts und Nevis
- Rotes Kreuz von St. Lucia
- Rotes Kreuz von St. Vincent und die Grenadinen
- Rotkreuzgesellschaft von Trinidad und Tobago
- Rotkreuzgesellschaft der Turks- und Caicosinseln

### Südamerika
- Argentinisches Rotes Kreuz
- Bolivianisches Rotes Kreuz
- Brasilianisches Rotes Kreuz
- Chilenisches Rotes Kreuz
- Ecuadorianisches Rotes Kreuz
- Guyanische Rotkreuzgesellschaft
- Kolumbianische Rotkreuzgesellschaft
- Paraguayisches Rotes Kreuz
- Peruanisches Rotes Kreuz (Die IFRC Mitgliedschaft ist seit dem 12. August 2022 ausgesetzt.)[5]
- Surinamisches Rotes Kreuz
- Uruguayisches Rotes Kreuz
- Venezolanisches Rotes Kreuz

## Asien

### Nahost
- Aserbaidschanischer Roter Halbmond
- Bahrainische Rothalbmondgesellschaft
- Irakische Rothalbmondgesellschaft
- Rothalbmondgesellschaft der Islamischen Republik Iran (vormals: Roter Löwe und Sonne Gesellschaft Irans)
- Magen David Adom (Israel) (reguläres Mitglied seit 2006, davor Beobachterstatus)
- Jemenitische Rothalbmondgesellschaft
- Jordanische Nationale Rothalbmondgesellschaft
- Katarische Rothalbmondgesellschaft
- Kuwaitische Rothalbmondgesellschaft
- Libanesisches Rotes Kreuz
- Palästinensischer Roter Halbmond (reguläres Mitglied seit 2006, davor Beobachterstatus)
- Saudischer Roter Halbmond
- Syrisch-Arabischer Roter Halbmond
- Türkischer Roter Halbmond
- Rothalbmondgesellschaft der Vereinigten Arabischen Emirate

### Mittlerer Osten
- Afghanische Rothalbmondgesellschaft
- Bangladeschische Rothalbmondgesellschaft
- Indische Rotkreuzgesellschaft
- Kasachischer Roter Halbmond
- Rothalbmondgesellschaft von Kirgisien
- Maledivischer Roter Halbmond
- Nepalesische Rotkreuzgesellschaft
- Pakistanische Rothalbmondgesellschaft
- Sri-lankische Rotkreuzgesellschaft
- Rothalbmondgesellschaft von Tadschikistan
- Rothalbmondgesellschaft von Turkmenistan
- Rothalbmondgesellschaft von Usbekistan

### Fernost
- Rotkreuzgesellschaft von China
- Hong Kong Rotes Kreuz
- Japanisches Rotes Kreuz
- Rotkreuzgesellschaft der Demokratischen Volksrepublik Korea
- Nationales Rotes Kreuz der Republik Korea
- Macauanisches Rotes Kreuz
- Mongolische Rotkreuzgesellschaft

### Südostasien
- Bruneiische Rothalbmondgesellschaft
- Indonesische Rotkreuzgesellschaft
- Kambodschanische Rotkreuzgesellschaft
- Laotisches Rotes Kreuz
- Malaysische Rothalbmondgesellschaft
- Rotkreuzgesellschaft von Myanmar
- Philippinisches Rotes Kreuz
- Singapurische Rotkreuzgesellschaft
- Rotes Kreuz Osttimor
- Thailändische Rotkreuzgesellschaft
- Vietnamesische Rotkreuzgesellschaft

## Australien und Ozeanien
- Australisches Rotes Kreuz
- Rotes Kreuz der Cookinseln
- Fidschianische Rotkreuzgesellschaft
- Kiribatische Rotkreuzgesellschaft
- Mikronesisches Rotes Kreuz
- Neuseeländisches Rotes Kreuz
- Palauische Rotkreuzgesellschaft
- Papua-Neuguineische Rotkreuzgesellschaft
- Salomonisches Rotes Kreuz
- Samoanische Rotkreuzgesellschaft
- Tonganische Rotkreuzgesellschaft
- Tuvaluische Rotkreuzgesellschaft (reguläres Mitglied seit 2015, davor Beobachterstatus)[6]
- Vanuatuische Rotkreuzgesellschaft